# Файнерман, Исаак Борисович
Исаа́к Бори́сович Файнерма́н (литературный псевдоним И. Тенеро́мо и Тенеромо; 9 (21) декабря 1864, Черкассы, Киевская губерния — 14 декабря 1925, Москва) — русский публицист, журналист, писатель, драматург и сценарист, последователь Л. Н. Толстого. 
Хотя в «Источниках для словаря русских писателей» С. А. Венгерова настоящей фамилией И. Теноромо указывается «Фейнерман», в сохранившейся рукописи автобиографии 1912 года (которая послужила источником для словаря Венгерова) сам И. Теноромо подписывается как «Файнерман».

## Биография
Родился в Черкассах в еврейской семье, отец был адвокатом. Окончил Кременчугское уездное училище, учился в Лубенской гимназии (3—4 классы) и в 1-й Киевской гимназии (5—8 классы). По одним сведениям, окончил гимназию в 1883 году, по другим — бросил гимназию в 1884 году.
Увлёкшись учением Толстого, поселился в деревне Черниговской губернии, а весной 1885 года приехал в Ясную Поляну. Приняв крещение по православному обряду (из-за этого ему пришлось в 1887 году развестись с женой Эсфирью Борисовной Файнерман — Софья Андреевна Толстая в этом конфликте приняла сторону жены Теноромо), устроился работать учителем в яснополянской сельской школе. Учителем, однако, пробыл всего два месяца, так как не был утверждён попечителем округа. Остался на деревне, добывал себе средства крестьянским трудом. Нанимался работать пастухом к крестьянам. Проповедовал опрощение, отличался радикализмом в проведении в жизнь толстовских принципов. Сильно бедствовал. В 1886 году вернулся в Кременчуг по призыву на военную службу, но был зачислен в запас ратником ополчения. 
Затем жил в Елисаветграде, где занимался столярным трудом, подрабатывал частными уроками. Сблизился с Духовно-библейским братством, с 1888 года жил в гражданском браке с участницей братства Анной Львовной Любарской. В 1889 году был одним из основателей сельскохозяйственной общины в селе Глодоссы в Херсонской губернии, которая распалась уже на следующий год. Делал попытки прижиться в общинах Смоленской и Харьковской губерний, но в силу того, что его гражданская жена не покинула иудейской веры и поэтому не имела права жительства в сельской местности, власти их выселяли. Участвовал в организации помощи голодающим (1891). Проживая в Полтаве (1891—1895), продолжал проповедовать толстовство, работал в столярной мастерской. Увлёк толстовскими идеями молодого полтавского семинариста Георгия Гапона. В 1895 году переехал с семёй в Вознесенск, где его жена устроилась акушеркой.
В 1896 году получил право заниматься фельдшерской деятельностью, работал в Елисаветградской земской больнице. В 1897 году работал в эпидемическом отряде под Елисаветградом в качестве земского фельдшера. В 1903 году окончил зубоврачебную школу, практиковал в качестве зубного врача в Киеве и Елисаветграде (1903—1904). С 1896 года сотрудничал с газетой «Одесские новости». Увлёкшись журналистской деятельностью, стал жить литературными заработками. Свою многолетнюю переписку с Толстым, порой факсимильно, публиковал в газете «Елисаветградские новости». В 1907 году перебрался в Петербург, где писал в газетах и журналах под псевдонимом Тенеромо (латинская транскрипция фамилии Файнерман). Написал множество статей и несколько книг о Л. Н. Толстом и его учении. Был неутомимым собирателем слухов и анекдотов о Толстом. Публиковал рассказы и повести. В 1912 году перенёс инсульт и вернулся в Елисаветград. В 1922 году перебрался в Москву. Работал в редакции журнала «Кино».
С начала 1900-х годов занимался драматургией, писал пьесы и киносценарии на еврейские темы. Стал одним из первых российских киносценаристов. После смерти Толстого в 1910 году организовал съёмки его похорон. В последующие годы написал киносценарии для ряда фильмов по мотивам произведений Толстого. В 1912 году вместе с Я. А. Протазановым снимал фильм «Уход великого старца». В 1914 году написал «со слов Толстого» сценарий для фильма «Безумие пьянства». В советское время был автором сценария известного фильма «Еврейское счастье» (1925) по мотивам цикла рассказов Шолом-Алейхема «Менахем-Мендл».
Его пьесы «Модная пагуба» (1901), «Изнанка эмансипации» («Акушерка-футуристка», 1901), «Развод» («Из еврейской жизни», 1902, 1914), «Цепи» (1902, 1910), «Пепел» (1903), «Клара Штейнберг» (1913), «Новый грех» (1914) и другие ставились на сценах провинциальных театров. Пьеса «Александр III» была в 1925 году поставлена в Москве театром «Аквариум».

## Семья
Дочь Татьяна Исааковна Файнерман (1897—?) в 1919—1925 годах была замужем за Я. Г. Блюмкиным.

## Произведения
- И. Тенеромо. Воспоминания о Л. Н. Толстом и его письма. СПб., 1906.
- И. Тенеромо. Живые речи Л. Н. Толстого (1885-1908 гг.). Одесса, 1908.
- И. Тенеромо. Л. Н. Толстой о евреях. СПб., 1908.